# Northrop Grumman Innovation Systems
Northrop Grumman Innovation Systems è un produttore americano di tecnologia aerospaziale e sistemi difensivi. È stata fondata nel 2015 dalla fusione di Orbital Sciences Corporation e divisioni di Alliant Techsystems con il nome di Orbital ATK, e successivamente è stata rinominata in quella che è la sua denominazione definitiva dopo l'acquisizione nel 2018 da parte di Northrop Grumman. La divisione progetta, costruisce e fornisce sistemi connessi all'aviazione, allo spazio ed alla difesa a clienti di tutto il mondo sia come contraente principale che come fornitore commerciale. Impiega circa 12.000 dipendenti dedicati al settore aerospaziale e della difesa di cui circa 4.000 ingegneri e scienziati; 7.000 specializzati alla produttività e 1.000 con mansioni gestionali e amministrazione del personale L'azienda ha tre divisioni principali: sistemi di volo, sistemi di difesa e sistemi spaziali.

## Struttura

### Sistemi di volo
Il gruppo che sviluppa sistemi di volo ha sede a Chandler, in Arizona. Tra i sistemi sviluppati ci sono i lanciatori Pegasus, Minotaur e Antares, oltre a veicoli a propulsione solida e programmi di aerostrutture. La società gestisce anche un aereo Lockheed L-1011 TriStar a corpo largo chiamato Stargazer e viene utilizzato per lanciare il cargo Pegasus che trasporta carichi nello spazio. Lo Stargazer è utilizzato anche per effettuare test durante programmi scientifici in quota.

### Sistemi aerospaziali

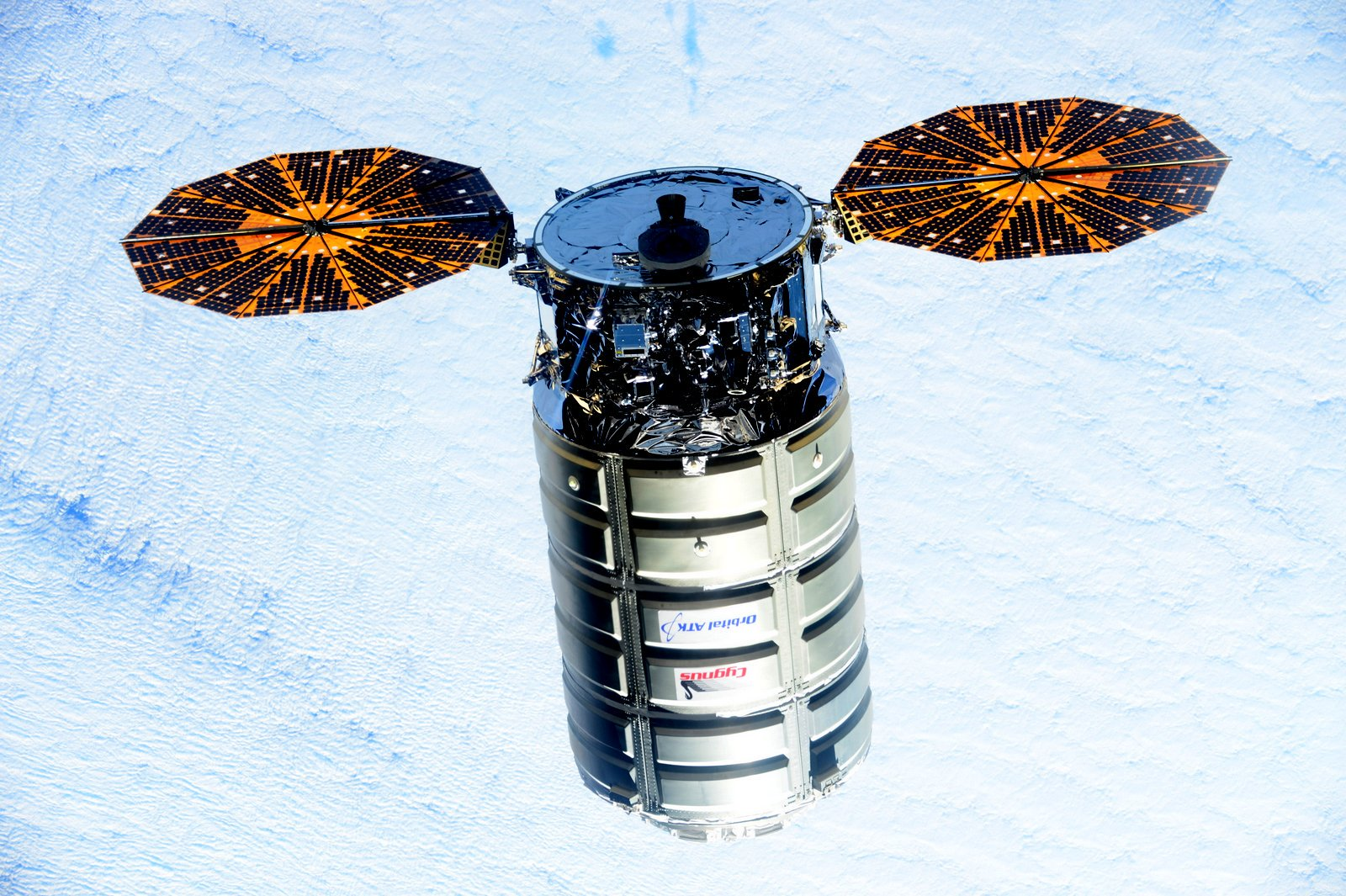
La navicella Cygnus mentre approccia la ISS con un carico.

La divisione sistemi spaziali di NGIS fornisce satelliti per scopi commerciali, scientifici e di sicurezza. L'azienda produce anche la navicella spaziale Cygnus, un cargo di trasporto per materiale destinato alla Stazione spaziale internazionale. La sede operativa è a Dulles, Virginia

### Sistemi difensivi
La divisione sistemi difensivi ha sede a Baltimora, Maryland; produce missili tattici, elettronica per la difesa, munizioni di medio e grosso calibro. La divisione produce anche testate a detonazione sia per missili tattici che per munizioni; strutture composite per munizioni di medio e grosso calibro, aerei militari, veicoli terrestri, e sistemi missilistici; carico, assemblaggio e stoccaggio di munizioni di medio calibro; propellenti e polveri per lo stoccaggio e mercati commerciali.

## Prodotti

### Razzi
- Antares: veicolo di lancio medio a 2 o 3 stadi non riutilizzabile
- Minotaur I: veicolo di lancio leggero a 4 stadi non riutilizzabile
- Minotaur IV: veicolo di lancio leggero a 4 stadi non riutilizzabile
- Minotaur V: veicolo di lancio leggero a 5 stadi non riutilizzabile per trasferimenti in orbita geosincona e orbite trans-lunari
- Minotaur VI: veicolo di lancio medo a 5 stadi non riutilizzabile
- Minotaur-C: veicolo di lancio leggero a 4 stadi non riutilizzabile
- Pegasus: lanciato da quota, veicolo di lancio leggero a 4 stadi non riutilizzabile
- OmegA: lanciatore di nuova generazione per il lancio di satelliti militari di classe media[3]

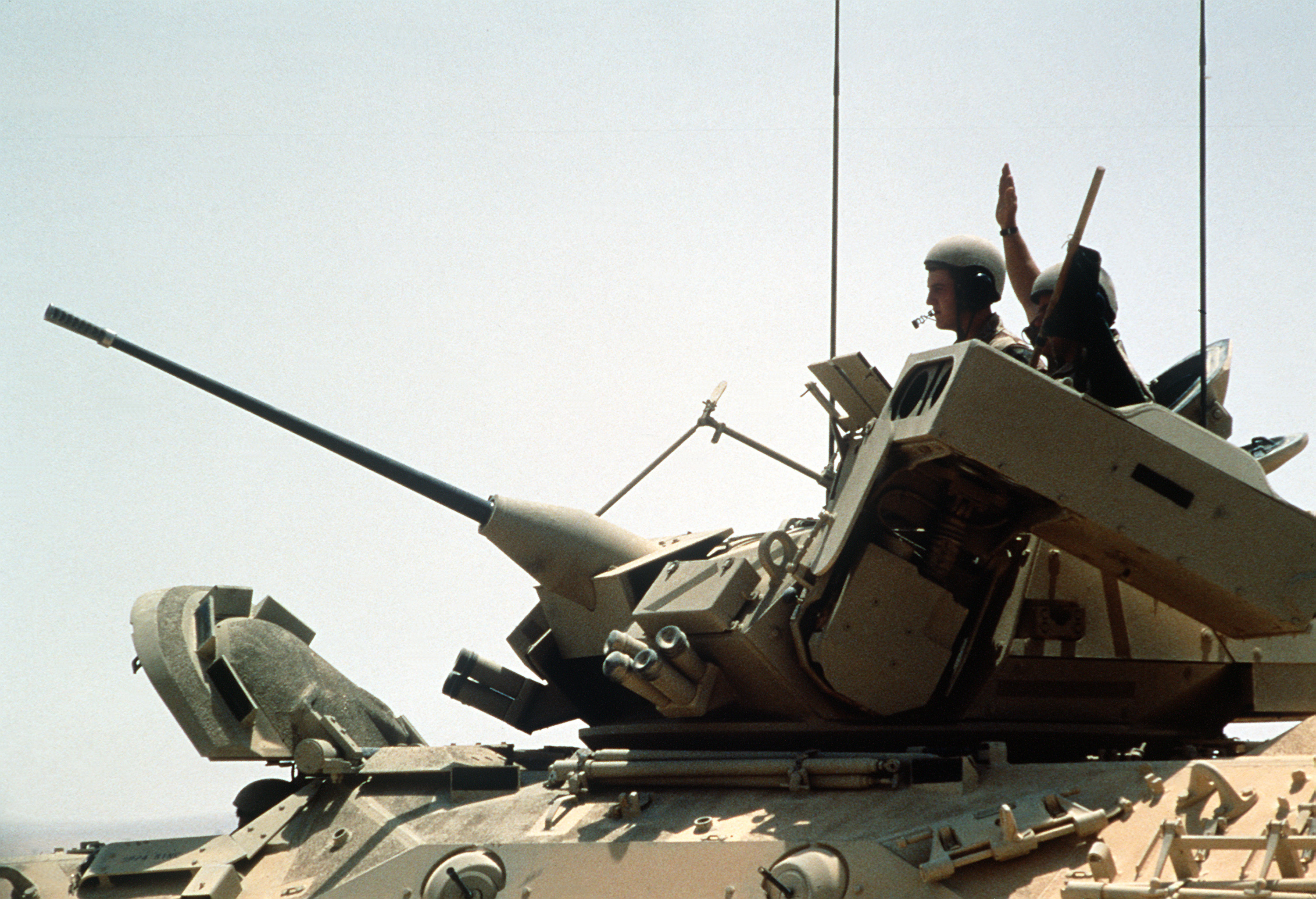
Vista frontale di un veicolo da combattimento M-2 Bradley con cannoni da 25 mm alzati, durante una dimostrazione. I portelli del cannoniere, del comandante e del conducente sono aperti.

### Motori per razzi
- GEM-40, razzo a propellente solido usato sul vettore  Delta II
- GEM-60, razzo a propellente solido usato sul razzo Delta IV
- GEM-63, razzo a propellente solido usato sul razzo Atlas V
- GEM-63XL, razzo a propellente solido usato sul razzo Vulcan
- Castor 4, razzo a propellente solido usato sul razzo sonda Maxus
- Castor 30, razzo a propellente solido usato sul razzo Antares
- Castor 120, razzo a propellente solido usato sul razzo Minotaur-C
- Solid Rocket Boosters

### Programma Orion
- Launch Abort System (LAS) per la capsula Orion

### Navicelle spaziali
- Al Yah 3, satellite di comunicazioni per Al Yah Satellite Communications
- HYLAS 4, satellite di comunicazioni per Avanti Communications
- SES-16, satellite di comunicazioni per SES S.A.
- Joint Polar Satellite System-2, satellite meteorologico per la NASA ed il NOAA
- ICESat-2, satellite topograficoper lo studio delle calotte polari commissionato dalla NASA
- Transiting Exoplanet Survey Satellite, telescopio spaziale per la NASA
- Ionospheric Connection Explorer, missione scientifica della NASA
- Cygnus, navicella cargo automatizzata.
- Dawn, sonda spaziale; nel 2017 in orbita intorno a Cerere sviluppata per la NASA